# Ospedale di Santa Croce all'Osmannoro
La chiesetta di Santa Croce all'Osmannoro era un ex ospedale per pellegrini risalente al 1250 e sorto lungo l'antica via Lucchese. La località fino alla metà del XIX secolo era interessata da alluvioni che sommergevano i campi anche con due metri di acqua.
L'ospedale è ancora oggi chiaramente composto di quattro corpi di fabbrica che formano un grande quadrato, quasi a misura difensiva intorno al grande cortile; un tempo questo luogo era destinato all'assistenza dei malati di malaria. La chiesetta è affacciata sulla strada. Sulla facciata resiste la traccia di uno stemma scolpito nella pietra che raffigura l'arme degli Spini, patroni dell'ospedale, mentre su un lato oggi ancora abitato, si nota lo stemma della famiglia fiorentina degli Antinori. Nel cortile si affacciano una serie di fondi oggi tutti destinati ad uso artigianale o di magazzino, la chiesa è stata trasformata in un laboratorio, mentre l'unica parte che ha subito un recupero architettonico è quella dove oggi si trova un ristorante. Rimane anche il campanile a vela posto sopra la casa immediatamente adiacente allo spiovente della chiesa. 
La scarsezza di popolazione favoriva il piccolo brigantaggio, che vedeva spesso piccoli ladruncoli della zona assalire i viandanti per rapinarli. Il luogo è stato di ispirazione di Carlo Lorenzini detto il Collodi, che qui ha ambientato uno degli episodi di Pinocchio, infatti la località è l'Isola delle Api industriose del XXIV capitolo: " E che orribile nottata fu quella! Diluviò, grandinò, tuonò spaventosamente, e con certi lampi che pareva di giorno. Sul far del mattino, gli riuscì di vedere poco distante una lunga striscia di terra. Era un'isola in mezzo al mare." "Dopo mezz'ora di strada, arrivò a un piccolo paese detto « Il paese delle Api industriose ». Le strade formicolavano di persone che correvano di qua e di là per le loro faccende: tutti lavoravano, tutti avevano qualche cosa da fare. Non si trovava un ozioso o un vagabondo nemmeno a cercarlo col lumicino."
Il luogo rimaneva isolato dall'acqua creando una vera e propria isola, dove Carlo Lorenzini si recò almeno una volta accompagnando Giovannina Ragionieri (1869 - 1962), la bambina ispiratrice di Pinocchio e da lui immortalata come la Fatina dai Capelli Turchini. Queste notizie furono raccolte da Nicola Rilli, studioso di Pinocchio, Pinocchio in casa sua, Firenze, Giorgi & Gambi editori, 1976 e riprese ed approfondite dallo storico Giuseppe Garbarino.